# Нова Карачиха
Нова Карачи́ха (рос. Новая Карачиха, ерз. Новая Карачиха) — присілок у складі Ромодановського району Мордовії, Росія. Входить до складу Трофимовщинського сільського поселення.

## Населення
Населення — 17 осіб (2010; 29 у 2002).
Національний склад (станом на 2002 рік):
- росіяни — 100 %